# Circuit Het Nieuwsblad 2020
Le Circuit Het Nieuwsblad 2020 (officiellement Omloop Het Nieuwsblad 2020) est la 75e édition de cette course cycliste sur route masculine. Il a lieu le 29 février 2020 dans la Région flamande, en Belgique, et fait partie du calendrier UCI World Tour 2020 en catégorie 1.UWT.

## Présentation

### Parcours
La course donne le coup d'envoi de la saison des classiques flandriennes sur un parcours de 200 kilomètres dans la province de Flandre Orientale. Elle commence dans la ville de Gand et se termine dans la municipalité de Ninove, comme les années précédentes.
Le parcours est le même que l'édition 2019. Au total, treize monts, dont certains sont pavés, sont au programme de l'épreuve :
| Mont | Nom             | Km    | Revêtement | Longueur (m) | Pente moyenne | Pente maxi | Km de l'arrivée |
| ---- | --------------- | ----- | ---------- | ------------ | ------------- | ---------- | --------------- |
| 1    | Leberg          | 41,9  | asphalte   | 950          | 4,2 %         | 13,8 %     | 158,1           |
| 2    | den Ast         | 75,6  | asphalte   | 450          |               |            | 124,4           |
| 3    | Kattenberg (nl) | 101,4 | pavés      | 600          | 6,7 %         | 8 %        | 98,6            |
| 4    | Leberg          | 110,9 | asphalte   | 950          | 4,2 %         | 13,8 %     | 89,1            |
| 5    | Rekelberg       | 126,0 | asphalte   | 800          | 4 %           | 9 %        | 74,0            |
| 6    | Valkenberg      | 133,9 | asphalte   | 540          | 8,1 %         | 12,8 %     | 66,1            |
| 7    | Wolvenberg      | 145,2 | asphalte   | 645          | 7,9 %         | 17,3 %     | 54,8            |
| 8    | Molenberg       | 157,8 | pavés      | 463          | 7 %           | 14,2 %     | 42,5            |
| 9    | Leberg          | 165,0 | asphalte   | 950          | 4,2 %         | 13,8 %     | 35,0            |
| 10   | Berendries      | 169,0 | asphalte   | 940          | 7 %           | 12,3 %     | 31,0            |
| 11   | Elverenberg     | 171,5 | asphalte   | 1 268        | 3,6 %         | 9 %        | 28,5            |
| 12   | Mur de Grammont | 183,3 | pavés      | 1 139        | 9,2 %         | 19,8 %     | 16,7            |
| 13   | Bosberg         | 187,2 | pavés      | 980          | 5,8 %         | 11 %       | 12,8            |

En plus des traditionnels monts, il y a neuf secteurs pavés répartis sur 91,6 km :

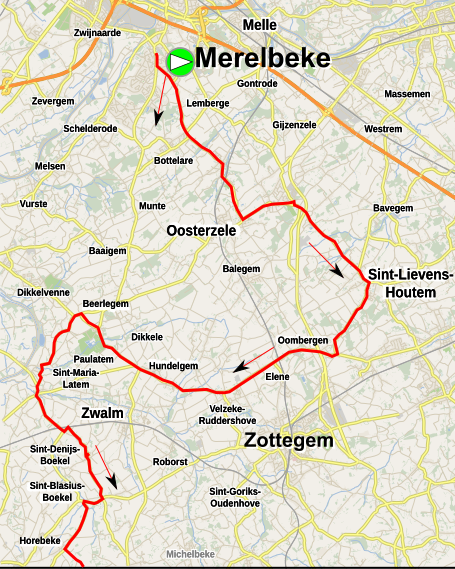
Partie nord de la course :
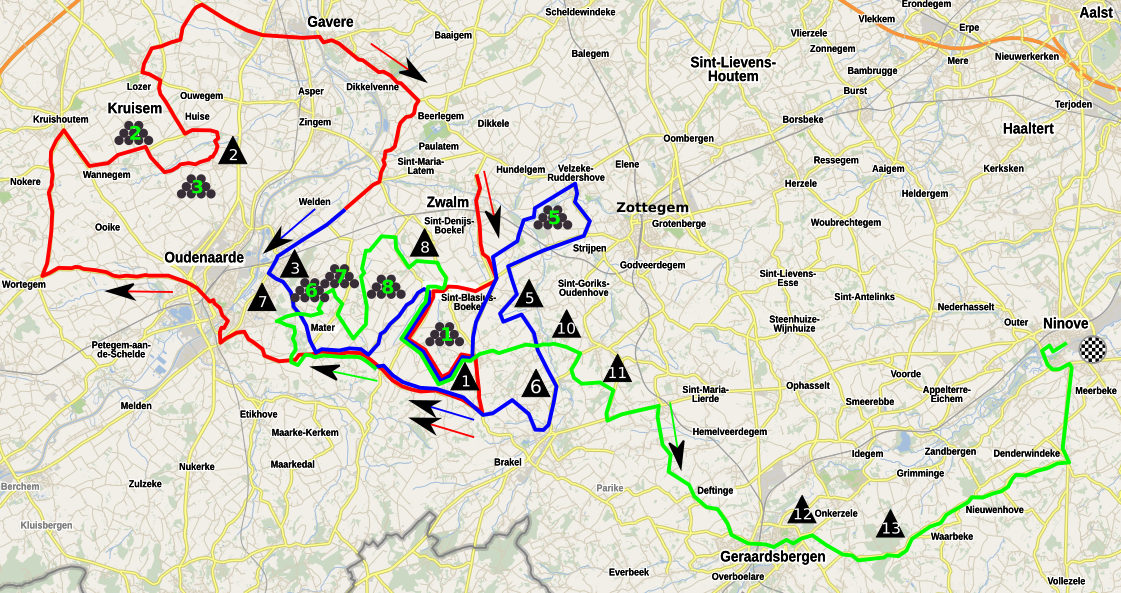
Partie sud de la course :

| Secteur | Nom                | Km    | Longueur (m) | Km de l'arrivée |
| ------- | ------------------ | ----- | ------------ | --------------- |
| 1       | Haaghoek (nl)      | 38,9  | 2 000        | 161,1           |
| 2       | Huisepontweg       | 69,9  | 1 800        | 130,1           |
| 3       | Holleweg (nl)      | 102,1 | 350          | 97,9            |
| 4       | Haaghoek (nl)      | 107,8 | 2 000        | 92,2            |
| 5       | Paddestraat        | 117,0 | 2030         | 83,0            |
| 6       | Ruitersstraat (nl) | 145,4 | 800          | 54,6            |
| 7       | Kerkgate           | 148,6 | 1030         | 51,4            |
| 8       | Jagerij            | 151,2 | 800          | 48,8            |
| 9       | Haaghoek (nl)      | 162,0 | 2 000        | 38,0            |

- Partie nord de la course : Début du parcours
- Partie sud de la course :   - Début du parcours
  - Partie intermédiaire du parcours
  - Final

### Équipes
25 équipes sont au départ de la course, avec 19 UCI WorldTeams et 6 UCI ProTeams, : 
| WorldTeams (19)- AG2R La Mondiale - Astana - Bahrain McLaren - Bora-Hansgrohe - CCC Team - Cofidis - Deceuninck-Quick Step - EF Pro Cycling - Groupama-FDJ - Israel Start-Up Nation - Lotto Soudal - Mitchelton-Scott - Movistar Team - NTT Pro Cycling - Ineos - Jumbo-Visma - Team Sunweb - Trek-Segafredo - UAE Team Emirates ProTeams (6)- Alpecin-Fenix - Total Direct Énergie - Arkéa-Samsic - Circus-Wanty Gobert - Bingoal-Wallonie Bruxelles - Sport Vlaanderen-Baloise |
| |

### Favoris
En l'absence de Mathieu van der Poel et de Peter Sagan, les favoris sont le tenant du titre Zdeněk Štybar, ainsi que les Belges Greg Van Avermaet, Yves Lampaert, Oliver Naesen, Philippe Gilbert, Tim Wellens et Wout van Aert. Ce dernier fait son retour sur route, huit mois après sa lourde chute sur le Tour de France.
Les autres coureurs cités sont Alexander Kristoff, Matteo Trentin, Mads Pedersen, Sep Vanmarcke, Niki Terpstra, Dylan Teuns, Jasper Stuyven, Florian Sénéchal, Nils Politt, Gianni Moscon et Tiesj Benoot,,.

## Déroulement de la course
À 103 km de l'arrivée, lorsque le peloton a rattrapé l'échappée matinale constituée de Mathijs Paasschens (Bingoal-Wallonie Bruxelles), Lluís Mas, Matteo Jorgenson (Movistar) Senne Leysen (Alpecin-Fenix) et Manuele Boaro (Astana), quelques coureurs ont tenté de s'échapper, notamment Matteo Trentin, Greg Van Avermaet (CCC) et Ian Stannard (Ineos). À 74 km de l'arrivée, sur le Rekelberg, Søren Kragh Andersen (Sunweb) accélère, suivi de Jonas Rutsch (EF), Tim Declercq (Deceuninck-Quick Step) et Frederik Frison (Lotto-Soudal). Le quatuor de tête est rejoint quelques kilomètres plus tard par quelques favoris : Mike Teunissen (Jumbo-Visma), Yves Lampaert (Deceuninck-Quick Step), Jasper Stuyven (Trek-Segafredo) et Matteo Trentin.
INEOS étant l'une des seules équipes favorites ayant manqué l'échappée, Luke Rowe, Ian Stannard et Gianni Moscon tentent chacun leur tour de réduire l'écart, sans succès. Après les insuccès d'INEOS, l'écart de l'échappée sur le peloton grimpe rapidement à plus de 2 minutes. À l'approche du Wolvemberg, à 55 km de l'arrivée, Lukas Postlberger (BORA-Hansgrohe) attaque de manière convaincante. Il sera rejoint 8 kilomètres plus tard par un quatuor de poursuivants : Heinrich Haussler (Bahrain-McLaren), Pascal Eenkhoorn (Jumbo-Visma), Jenthe Biermans (Israel Start-up Nation) et Dries Van Gestel (Total Direct Énergie). Ce groupe aura réduit l'écart avec l'échappée d'une trentaine de secondes lorsque Wout van Aert (Jumbo-Visma) et Tiesj Benoot (Sunweb) les rejoignent avec 30 km à faire. L'écart atteindra 1m11s mais devant la menace de ces talents dans le groupe de poursuivants, l'effort est renouvelé dans le peloton jusqu'à ce que la contre-attaque soit neutralisée.
Jasper Stuyven et Yves Lampaert sont les plus forts dans l'ascension du Kappelmuur. Seul Søren Kragh Andersen parvient à tenir le rythme. Trentin se retrouve à une dizaine de secondes derrière et ne parviendra pas à faire la jonction. Kragh Andersen attaque au sommet du Bosberg, sans succès, alors que Lampaert se lance à son tour à 2 km du fil d'arrivée. C'en est trop pour Søren Kragh Andersen, qui laisse les deux derniers survivants se disputer la victoire au sprint, où Stuyven s'impose.

## Classements

### Classement final
| \| Classement général \| Classement général \| Classement général \| Classement général \| Classement général \| \| Coureur \| Coureur \| Pays \| Équipe \| Temps \| \| ------------------ \| -------------------- \| ------------------ \| --------------------- \| ------------------ \| \| 1er \| Jasper Stuyven \| Belgique \| Trek-Segafredo \| 5 h 03 min 24 s \| \| 2e \| Yves Lampaert \| Belgique \| Deceuninck-Quick Step \| + 0 s \| \| 3e \| Søren Kragh Andersen \| Danemark \| Team Sunweb \| + 6 s \| \| 4e \| Matteo Trentin \| Italie \| CCC Team \| + 39 s \| \| 5e \| Tim Declercq \| Belgique \| Deceuninck-Quick Step \| + 1 min 28 s \| \| 6e \| Mike Teunissen \| Pays-Bas \| Jumbo-Visma \| + 1 min 28 s \| \| 7e \| Oliver Naesen \| Belgique \| AG2R La Mondiale \| + 1 min 28 s \| \| 8e \| Philippe Gilbert \| Belgique \| Lotto-Soudal \| + 1 min 28 s \| \| 9e \| Stefan Küng \| Suisse \| Groupama-FDJ \| + 1 min 28 s \| \| 10e \| Florian Sénéchal \| France \| Deceuninck-Quick Step \| + 1 min 28 s \| |                      |          |                       |                 |
| |                      |          |                       |                 |
| Source : ProCyclingStats |                      |          |                       |                 |
| Classement général |                      |          |                       |                 |
| Coureur | Coureur              | Pays     | Équipe                | Temps           |
| 1er | Jasper Stuyven       | Belgique | Trek-Segafredo        | 5 h 03 min 24 s |
| 2e | Yves Lampaert        | Belgique | Deceuninck-Quick Step | + 0 s           |
| 3e | Søren Kragh Andersen | Danemark | Team Sunweb           | + 6 s           |
| 4e | Matteo Trentin       | Italie   | CCC Team              | + 39 s          |
| 5e | Tim Declercq         | Belgique | Deceuninck-Quick Step | + 1 min 28 s    |
| 6e | Mike Teunissen       | Pays-Bas | Jumbo-Visma           | + 1 min 28 s    |
| 7e | Oliver Naesen        | Belgique | AG2R La Mondiale      | + 1 min 28 s    |
| 8e | Philippe Gilbert     | Belgique | Lotto-Soudal          | + 1 min 28 s    |
| 9e | Stefan Küng          | Suisse   | Groupama-FDJ          | + 1 min 28 s    |
| 10e | Florian Sénéchal     | France   | Deceuninck-Quick Step | + 1 min 28 s    |

### Classement UCI
La course attribue des points au Classement mondial UCI 2020 selon le barème suivant.
| Position           | 1er | 2e  | 3e  | 4e  | 5e  | 6e  | 7e | 8e | 9e | 10e | 11e | 12e | 13e | 14e | 15e à 20e | 21e à 30e | 31e à 50e | 51e à 55e | 56e à 60e |
| Classement général | 300 | 250 | 215 | 175 | 120 | 115 | 95 | 75 | 60 | 50  | 40  | 35  | 30  | 25  | 20        | 12        | 5         | 2         | 1         |

## Liste de participants
| Légende | Légende                                                                    | Légende | Légende                                                    |
| ------- | -------------------------------------------------------------------------- | ------- | ---------------------------------------------------------- |
| Num     | Dossard de départ porté par le coureur sur ce Circuit Het Nieuwsblad       | Pos     | Position à l'arrivée de la course                          |
|         | Indique un maillot de champion national ou mondial, suivi de sa spécialité | NP      | Indique un coureur qui n'a pas pris le départ de la course |
| AB      | Indique un coureur qui n'a pas terminé la course                           | HD      | Indique un coureur qui a terminé la course hors des délais |

| Deceuninck-Quick Step DQT | Deceuninck-Quick Step DQT | Deceuninck-Quick Step DQT |
| ------------------------- | ------------------------- | ------------------------- |
| Num                       | Coureur                   | Pos                       |
| 1                         | Zdeněk Štybar (CZE)       | 36e                       |
| 2                         | Kasper Asgreen (DEN)      | 35e                       |
| 3                         | Tim Declercq (BEL)        | 5e                        |
| 4                         | Bob Jungels (LUX) (route) | 32e                       |
| 5                         | Iljo Keisse (BEL)         | AB                        |
| 6                         | Yves Lampaert (BEL)       | 2e                        |
| 7                         | Florian Sénéchal (FRA)    | 10e                       |

| Trek-Segafredo TFS | Trek-Segafredo TFS          | Trek-Segafredo TFS |
| ------------------ | --------------------------- | ------------------ |
| Num                | Coureur                     | Pos                |
| 11                 | Mads Pedersen (DEN) (route) | 66e                |
| 12                 | Quinn Simmons (USA)         | AB                 |
| 13                 | Alex Kirsch (LUX)           | 45e                |
| 14                 | Emīls Liepiņš (LAT)         | AB                 |
| 15                 | Ryan Mullen (IRL)           | AB                 |
| 16                 | Jasper Stuyven (BEL)        | 1er                |
| 17                 | Edward Theuns (BEL)         | AB                 |

| Lotto-Soudal LTS | Lotto-Soudal LTS        | Lotto-Soudal LTS |
| ---------------- | ----------------------- | ---------------- |
| Num              | Coureur                 | Pos              |
| 21               | Philippe Gilbert (BEL)  | 8e               |
| 22               | Frederik Frison (BEL)   | 15e              |
| 23               | Nikolas Maes (BEL)      | 63e              |
| 24               | Brian van Goethem (NED) | AB               |
| 25               | Brent Van Moer (BEL)    | 34e              |
| 26               | Jonathan Dibben (GBR)   | AB               |
| 27               | Tim Wellens (BEL)       | 28e              |

| CCC Team CCC | CCC Team CCC                   | CCC Team CCC |
| ------------ | ------------------------------ | ------------ |
| Num          | Coureur                        | Pos          |
| 31           | Greg Van Avermaet (BEL)        | 13e          |
| 32           | Jonas Koch (GER)               | AB           |
| 33           | Michael Schär (SUI)            | 31e          |
| 34           | Matteo Trentin (ITA)           | 4e           |
| 35           | Gijs Van Hoecke (BEL)          | AB           |
| 36           | Nathan Van Hooydonck (BEL)     | 26e          |
| 37           | Guillaume Van Keirsbulck (BEL) | 60e          |

| AG2R La Mondiale ALM | AG2R La Mondiale ALM    | AG2R La Mondiale ALM |
| -------------------- | ----------------------- | -------------------- |
| Num                  | Coureur                 | Pos                  |
| 41                   | Oliver Naesen (BEL)     | 7e                   |
| 42                   | Silvan Dillier (SUI)    | 17e                  |
| 43                   | Julien Duval (FRA)      | AB                   |
| 44                   | Dorian Godon (FRA)      | AB                   |
| 45                   | Alexis Gougeard (FRA)   | NP                   |
| 46                   | Lawrence Naesen (BEL)   | AB                   |
| 47                   | Clément Venturini (FRA) | 41e                  |

| EF Pro Cycling EF1 | EF Pro Cycling EF1         | EF Pro Cycling EF1 |
| ------------------ | -------------------------- | ------------------ |
| Num                | Coureur                    | Pos                |
| 51                 | Sep Vanmarcke (BEL)        | 23e                |
| 52                 | Kristoffer Halvorsen (NOR) | AB                 |
| 53                 | Jens Keukeleire (BEL)      | 51e                |
| 54                 | Julius van den Berg (NED)  | AB                 |
| 55                 | Logan Owen (USA)           | AB                 |
| 56                 | Jonas Rutsch (GER)         | AB                 |
| 57                 | Thomas Scully (NZL)        | AB                 |

| Astana AST | Astana AST               | Astana AST |
| ---------- | ------------------------ | ---------- |
| Num        | Coureur                  | Pos        |
| 61         | Laurens De Vreese (BEL)  | AB         |
| 62         | Alex Aranburu (ESP)      | AB         |
| 63         | Fabio Felline (ITA)      | 68e        |
| 64         | Dmitriy Gruzdev (KAZ)    | AB         |
| 65         | Hugo Houle (CAN)         | AB         |
| 66         | Manuele Boaro (ITA)      | AB         |
| 67         | Zhandos Bizhigitov (KAZ) | AB         |

| Bahrain McLaren TBM | Bahrain McLaren TBM     | Bahrain McLaren TBM |
| ------------------- | ----------------------- | ------------------- |
| Num                 | Coureur                 | Pos                 |
| 71                  | Dylan Teuns (BEL)       | 18e                 |
| 72                  | Marcel Sieberg (GER)    | AB                  |
| 73                  | Grega Bole (SLO)        | AB                  |
| 74                  | Sonny Colbrelli (ITA)   | 50e                 |
| 75                  | Heinrich Haussler (AUS) | 22e                 |
| 76                  | Luka Pibernik (SLO)     | AB                  |
| 77                  | Fred Wright (GBR)       | 69e                 |

| Bora-Hansgrohe BOH | Bora-Hansgrohe BOH        | Bora-Hansgrohe BOH |
| ------------------ | ------------------------- | ------------------ |
| Num                | Coureur                   | Pos                |
| 81                 | Erik Baška (SVK)          | AB                 |
| 82                 | Jempy Drucker (LUX)       | 12e                |
| 83                 | Patrick Gamper (AUT)      | AB                 |
| 84                 | Martin Laas (EST)         | AB                 |
| 85                 | Lukas Pöstlberger (AUT)   | 20e                |
| 86                 | Ide Schelling (NED)       | 56e                |
| 87                 | Andreas Schillinger (GER) | AB                 |

| Cofidis COF | Cofidis COF             | Cofidis COF |
| ----------- | ----------------------- | ----------- |
| Num         | Coureur                 | Pos         |
| 91          | Dimitri Claeys (BEL)    | AB          |
| 92          | Piet Allegaert (BEL)    | 42e         |
| 93          | Cyril Lemoine (FRA)     | 61e         |
| 94          | Emmanuel Morin (FRA)    | AB          |
| 95          | Damien Touzé (FRA)      | AB          |
| 96          | Kenneth Vanbilsen (BEL) | AB          |
| 97          | Julien Vermote (BEL)    | AB          |

| Groupama-FDJ GFC | Groupama-FDJ GFC        | Groupama-FDJ GFC |
| ---------------- | ----------------------- | ---------------- |
| Num              | Coureur                 | Pos              |
| 101              | Stefan Küng (SUI)       | 9e               |
| 102              | Marc Sarreau (FRA)      | AB               |
| 103              | Mickaël Delage (FRA)    | AB               |
| 104              | Kevin Geniets (LUX)     | AB               |
| 105              | Olivier Le Gac (FRA)    | AB               |
| 106              | Fabian Lienhard (SUI)   | AB               |
| 107              | Tobias Ludvigsson (SWE) | AB               |

| Israel Start-Up Nation ISN | Israel Start-Up Nation ISN | Israel Start-Up Nation ISN |
| -------------------------- | -------------------------- | -------------------------- |
| Num                        | Coureur                    | Pos                        |
| 111                        | Nils Politt (GER)          | 47e                        |
| 112                        | Jenthe Biermans (BEL)      | 37e                        |
| 113                        | Guillaume Boivin (CAN)     | AB                         |
| 114                        | Travis McCabe (USA)        | AB                         |
| 115                        | Mads Würtz Schmidt (DEN)   | AB                         |
| 116                        | Krists Neilands (LAT)      | AB                         |
| 117                        | Tom Van Asbroeck (BEL)     | 55e                        |

| Mitchelton-Scott MTS | Mitchelton-Scott MTS      | Mitchelton-Scott MTS |
| -------------------- | ------------------------- | -------------------- |
| Num                  | Coureur                   | Pos                  |
| 121                  | Edoardo Affini (ITA)      | 53e                  |
| 122                  | Sam Bewley (NZL)          | AB                   |
| 123                  | Luke Durbridge (AUS)      | AB                   |
| 124                  | Alexander Edmondson (AUS) | AB                   |
| 125                  | Alexander Konychev (ITA)  | 58e                  |
| 126                  | Dion Smith (NZL)          | 52e                  |
| 127                  | Robert Stannard (AUS)     | AB                   |

| Movistar Team MOV | Movistar Team MOV      | Movistar Team MOV |
| ----------------- | ---------------------- | ----------------- |
| Num               | Coureur                | Pos               |
| 131               | Jürgen Roelandts (BEL) | 16e               |
| 132               | Gabriel Cullaigh (GBR) | AB                |
| 133               | Juri Hollmann (GER)    | AB                |
| 134               | Johan Jacobs (SUI)     | 27e               |
| 135               | Matteo Jorgenson (USA) | AB                |
| 136               | Lluís Mas (ESP)        | AB                |
| 137               | Eduard Prades (ESP)    | AB                |

| Team Ineos INS | Team Ineos INS            | Team Ineos INS |
| -------------- | ------------------------- | -------------- |
| Num            | Coureur                   | Pos            |
| 141            | Ian Stannard (GBR)        | 49e            |
| 142            | Owain Doull (GBR)         | AB             |
| 143            | Christopher Lawless (GBR) | AB             |
| 144            | Gianni Moscon (ITA)       | 54e            |
| 145            | Luke Rowe (GBR)           | AB             |
| 146            | Ben Swift (GBR) (route)   | 38e            |
| 147            | Leonardo Basso (ITA)      | AB             |

| Jumbo-Visma TJV | Jumbo-Visma TJV                     | Jumbo-Visma TJV |
| --------------- | ----------------------------------- | --------------- |
| Num             | Coureur                             | Pos             |
| 151             | Wout van Aert (BEL)                 | 11e             |
| 152             | Pascal Eenkhoorn (NED)              | 39e             |
| 153             | Amund Grøndahl Jansen (NOR) (route) | AB              |
| 154             | Bert-Jan Lindeman (NED)             | AB              |
| 155             | Mike Teunissen (NED)                | 6e              |
| 156             | Taco van der Hoorn (NED)            | AB              |
| 157             | Maarten Wynants (BEL)               | 67e             |

| NTT Pro Cycling NTT | NTT Pro Cycling NTT               | NTT Pro Cycling NTT |
| ------------------- | --------------------------------- | ------------------- |
| Num                 | Coureur                           | Pos                 |
| 161                 | Michael Valgren (DEN)             | 21e                 |
| 162                 | Michael Gogl (AUT)                | AB                  |
| 163                 | Edvald Boasson Hagen (NOR)        | 59e                 |
| 164                 | Reinardt Janse van Rensburg (RSA) | 43e                 |
| 165                 | Andreas Stokbro (DEN)             | AB                  |
| 166                 | Rasmus Tiller (NOR)               | AB                  |
| 167                 | Samuele Battistella (ITA)         | AB                  |

| Team Sunweb SUN | Team Sunweb SUN            | Team Sunweb SUN |
| --------------- | -------------------------- | --------------- |
| Num             | Coureur                    | Pos             |
| 171             | Tiesj Benoot (BEL)         | 14e             |
| 172             | Nikias Arndt (GER)         | AB              |
| 173             | Nico Denz (GER)            | AB              |
| 174             | Nils Eekhoff (NED)         | AB              |
| 175             | Søren Kragh Andersen (DEN) | 3e              |
| 176             | Casper Pedersen (DEN)      | AB              |
| 177             | Jasha Sütterlin (GER)      | AB              |

| UAE Team Emirates UAD | UAE Team Emirates UAD      | UAE Team Emirates UAD |
| --------------------- | -------------------------- | --------------------- |
| Num                   | Coureur                    | Pos                   |
| 181                   | Alexander Kristoff (NOR)   | AB                    |
| 182                   | Mikkel Bjerg (DEN)         | AB                    |
| 183                   | Tom Bohli (SUI)            | AB                    |
| 184                   | Alessandro Covi (ITA)      | AB                    |
| 185                   | Vegard Stake Laengen (NOR) | AB                    |
| 186                   | Marco Marcato (ITA)        | 48e                   |
| 187                   | Sebastián Molano (COL)     | AB                    |

| Alpecin-Fenix AFC | Alpecin-Fenix AFC       | Alpecin-Fenix AFC |
| ----------------- | ----------------------- | ----------------- |
| Num               | Coureur                 | Pos               |
| 191               | Floris De Tier (BEL)    | AB                |
| 192               | Dries De Bondt (BEL)    | 40e               |
| 193               | Senne Leysen (BEL)      | AB                |
| 194               | Kristian Sbaragli (ITA) | AB                |
| 195               | Scott Thwaites (GBR)    | 24e               |
| 196               | Petr Vakoč (CZE)        | 65e               |
| 197               | Otto Vergaerde (BEL)    | AB                |

| Bingoal-Wallonie Bruxelles WVA | Bingoal-Wallonie Bruxelles WVA | Bingoal-Wallonie Bruxelles WVA |
| ------------------------------ | ------------------------------ | ------------------------------ |
| Num                            | Coureur                        | Pos                            |
| 201                            | Eliot Lietaer (BEL)            | AB                             |
| 202                            | Aksel Nõmmela (EST)            | AB                             |
| 203                            | Mathijs Paasschens (NED)       | AB                             |
| 204                            | Ludovic Robeet (BEL)           | AB                             |
| 205                            | Franklin Six (BEL)             | AB                             |
| 206                            | Joël Suter (SUI)               | AB                             |
| 207                            | Lionel Taminiaux (BEL)         | AB                             |

| Circus-Wanty Gobert CWG | Circus-Wanty Gobert CWG    | Circus-Wanty Gobert CWG |
| ----------------------- | -------------------------- | ----------------------- |
| Num                     | Coureur                    | Pos                     |
| 211                     | Aimé De Gendt (BEL)        | 19e                     |
| 212                     | Ludwig De Winter (BEL)     | AB                      |
| 213                     | Yoann Offredo (FRA)        | AB                      |
| 214                     | Pieter Vanspeybrouck (BEL) | AB                      |
| 215                     | Boy van Poppel (NED)       | 57e                     |
| 216                     | Danny van Poppel (NED)     | AB                      |
| 217                     | Loïc Vliegen (BEL)         | AB                      |

| Sport Vlaanderen-Baloise SVB | Sport Vlaanderen-Baloise SVB | Sport Vlaanderen-Baloise SVB |
| ---------------------------- | ---------------------------- | ---------------------------- |
| Num                          | Coureur                      | Pos                          |
| 221                          | Amaury Capiot (BEL)          | 64e                          |
| 222                          | Gilles De Wilde (BEL)        | AB                           |
| 223                          | Edward Planckaert (BEL)      | 29e                          |
| 224                          | Thomas Sprengers (BEL)       | AB                           |
| 225                          | Kevin Deltombe (BEL)         | AB                           |
| 226                          | Cédric Beullens (BEL)        | AB                           |
| 227                          | Jordi Warlop (BEL)           | 44e                          |

| Arkéa-Samsic ARK | Arkéa-Samsic ARK       | Arkéa-Samsic ARK |
| ---------------- | ---------------------- | ---------------- |
| Num              | Coureur                | Pos              |
| 231              | Benoît Jarrier (FRA)   | AB               |
| 232              | Daniel McLay (GBR)     | AB               |
| 233              | Florian Vachon (FRA)   | AB               |
| 234              | Christophe Noppe (BEL) | 46e              |
| 235              | Clément Russo (FRA)    | AB               |
| 236              | Connor Swift (GBR)     | 62e              |
| 237              | Bram Welten (NED)      | AB               |

| Total Direct Énergie TDE | Total Direct Énergie TDE | Total Direct Énergie TDE |
| ------------------------ | ------------------------ | ------------------------ |
| Num                      | Coureur                  | Pos                      |
| 241                      | Niki Terpstra (NED)      | 33e                      |
| 242                      | Damien Gaudin (FRA)      | AB                       |
| 243                      | Lorrenzo Manzin (FRA)    | AB                       |
| 244                      | Adrien Petit (FRA)       | AB                       |
| 245                      | Geoffrey Soupe (FRA)     | AB                       |
| 246                      | Anthony Turgis (FRA)     | 25e                      |
| 247                      | Dries Van Gestel (BEL)   | 30e                      |

| Deceuninck-Quick Step DQT | Deceuninck-Quick Step DQT | Deceuninck-Quick Step DQT |
| ------------------------- | ------------------------- | ------------------------- |
| Num                       | Coureur                   | Pos                       |
| 1                         | Zdeněk Štybar (CZE)       | 36e                       |
| 2                         | Kasper Asgreen (DEN)      | 35e                       |
| 3                         | Tim Declercq (BEL)        | 5e                        |
| 4                         | Bob Jungels (LUX) (route) | 32e                       |
| 5                         | Iljo Keisse (BEL)         | AB                        |
| 6                         | Yves Lampaert (BEL)       | 2e                        |
| 7                         | Florian Sénéchal (FRA)    | 10e                       |

| Trek-Segafredo TFS | Trek-Segafredo TFS          | Trek-Segafredo TFS |
| ------------------ | --------------------------- | ------------------ |
| Num                | Coureur                     | Pos                |
| 11                 | Mads Pedersen (DEN) (route) | 66e                |
| 12                 | Quinn Simmons (USA)         | AB                 |
| 13                 | Alex Kirsch (LUX)           | 45e                |
| 14                 | Emīls Liepiņš (LAT)         | AB                 |
| 15                 | Ryan Mullen (IRL)           | AB                 |
| 16                 | Jasper Stuyven (BEL)        | 1er                |
| 17                 | Edward Theuns (BEL)         | AB                 |

| Lotto-Soudal LTS | Lotto-Soudal LTS        | Lotto-Soudal LTS |
| ---------------- | ----------------------- | ---------------- |
| Num              | Coureur                 | Pos              |
| 21               | Philippe Gilbert (BEL)  | 8e               |
| 22               | Frederik Frison (BEL)   | 15e              |
| 23               | Nikolas Maes (BEL)      | 63e              |
| 24               | Brian van Goethem (NED) | AB               |
| 25               | Brent Van Moer (BEL)    | 34e              |
| 26               | Jonathan Dibben (GBR)   | AB               |
| 27               | Tim Wellens (BEL)       | 28e              |

| CCC Team CCC | CCC Team CCC                   | CCC Team CCC |
| ------------ | ------------------------------ | ------------ |
| Num          | Coureur                        | Pos          |
| 31           | Greg Van Avermaet (BEL)        | 13e          |
| 32           | Jonas Koch (GER)               | AB           |
| 33           | Michael Schär (SUI)            | 31e          |
| 34           | Matteo Trentin (ITA)           | 4e           |
| 35           | Gijs Van Hoecke (BEL)          | AB           |
| 36           | Nathan Van Hooydonck (BEL)     | 26e          |
| 37           | Guillaume Van Keirsbulck (BEL) | 60e          |

| AG2R La Mondiale ALM | AG2R La Mondiale ALM    | AG2R La Mondiale ALM |
| -------------------- | ----------------------- | -------------------- |
| Num                  | Coureur                 | Pos                  |
| 41                   | Oliver Naesen (BEL)     | 7e                   |
| 42                   | Silvan Dillier (SUI)    | 17e                  |
| 43                   | Julien Duval (FRA)      | AB                   |
| 44                   | Dorian Godon (FRA)      | AB                   |
| 45                   | Alexis Gougeard (FRA)   | NP                   |
| 46                   | Lawrence Naesen (BEL)   | AB                   |
| 47                   | Clément Venturini (FRA) | 41e                  |

| EF Pro Cycling EF1 | EF Pro Cycling EF1         | EF Pro Cycling EF1 |
| ------------------ | -------------------------- | ------------------ |
| Num                | Coureur                    | Pos                |
| 51                 | Sep Vanmarcke (BEL)        | 23e                |
| 52                 | Kristoffer Halvorsen (NOR) | AB                 |
| 53                 | Jens Keukeleire (BEL)      | 51e                |
| 54                 | Julius van den Berg (NED)  | AB                 |
| 55                 | Logan Owen (USA)           | AB                 |
| 56                 | Jonas Rutsch (GER)         | AB                 |
| 57                 | Thomas Scully (NZL)        | AB                 |

| Astana AST | Astana AST               | Astana AST |
| ---------- | ------------------------ | ---------- |
| Num        | Coureur                  | Pos        |
| 61         | Laurens De Vreese (BEL)  | AB         |
| 62         | Alex Aranburu (ESP)      | AB         |
| 63         | Fabio Felline (ITA)      | 68e        |
| 64         | Dmitriy Gruzdev (KAZ)    | AB         |
| 65         | Hugo Houle (CAN)         | AB         |
| 66         | Manuele Boaro (ITA)      | AB         |
| 67         | Zhandos Bizhigitov (KAZ) | AB         |

| Bahrain McLaren TBM | Bahrain McLaren TBM     | Bahrain McLaren TBM |
| ------------------- | ----------------------- | ------------------- |
| Num                 | Coureur                 | Pos                 |
| 71                  | Dylan Teuns (BEL)       | 18e                 |
| 72                  | Marcel Sieberg (GER)    | AB                  |
| 73                  | Grega Bole (SLO)        | AB                  |
| 74                  | Sonny Colbrelli (ITA)   | 50e                 |
| 75                  | Heinrich Haussler (AUS) | 22e                 |
| 76                  | Luka Pibernik (SLO)     | AB                  |
| 77                  | Fred Wright (GBR)       | 69e                 |

| Bora-Hansgrohe BOH | Bora-Hansgrohe BOH        | Bora-Hansgrohe BOH |
| ------------------ | ------------------------- | ------------------ |
| Num                | Coureur                   | Pos                |
| 81                 | Erik Baška (SVK)          | AB                 |
| 82                 | Jempy Drucker (LUX)       | 12e                |
| 83                 | Patrick Gamper (AUT)      | AB                 |
| 84                 | Martin Laas (EST)         | AB                 |
| 85                 | Lukas Pöstlberger (AUT)   | 20e                |
| 86                 | Ide Schelling (NED)       | 56e                |
| 87                 | Andreas Schillinger (GER) | AB                 |

| Cofidis COF | Cofidis COF             | Cofidis COF |
| ----------- | ----------------------- | ----------- |
| Num         | Coureur                 | Pos         |
| 91          | Dimitri Claeys (BEL)    | AB          |
| 92          | Piet Allegaert (BEL)    | 42e         |
| 93          | Cyril Lemoine (FRA)     | 61e         |
| 94          | Emmanuel Morin (FRA)    | AB          |
| 95          | Damien Touzé (FRA)      | AB          |
| 96          | Kenneth Vanbilsen (BEL) | AB          |
| 97          | Julien Vermote (BEL)    | AB          |

| Groupama-FDJ GFC | Groupama-FDJ GFC        | Groupama-FDJ GFC |
| ---------------- | ----------------------- | ---------------- |
| Num              | Coureur                 | Pos              |
| 101              | Stefan Küng (SUI)       | 9e               |
| 102              | Marc Sarreau (FRA)      | AB               |
| 103              | Mickaël Delage (FRA)    | AB               |
| 104              | Kevin Geniets (LUX)     | AB               |
| 105              | Olivier Le Gac (FRA)    | AB               |
| 106              | Fabian Lienhard (SUI)   | AB               |
| 107              | Tobias Ludvigsson (SWE) | AB               |

| Israel Start-Up Nation ISN | Israel Start-Up Nation ISN | Israel Start-Up Nation ISN |
| -------------------------- | -------------------------- | -------------------------- |
| Num                        | Coureur                    | Pos                        |
| 111                        | Nils Politt (GER)          | 47e                        |
| 112                        | Jenthe Biermans (BEL)      | 37e                        |
| 113                        | Guillaume Boivin (CAN)     | AB                         |
| 114                        | Travis McCabe (USA)        | AB                         |
| 115                        | Mads Würtz Schmidt (DEN)   | AB                         |
| 116                        | Krists Neilands (LAT)      | AB                         |
| 117                        | Tom Van Asbroeck (BEL)     | 55e                        |

| Mitchelton-Scott MTS | Mitchelton-Scott MTS      | Mitchelton-Scott MTS |
| -------------------- | ------------------------- | -------------------- |
| Num                  | Coureur                   | Pos                  |
| 121                  | Edoardo Affini (ITA)      | 53e                  |
| 122                  | Sam Bewley (NZL)          | AB                   |
| 123                  | Luke Durbridge (AUS)      | AB                   |
| 124                  | Alexander Edmondson (AUS) | AB                   |
| 125                  | Alexander Konychev (ITA)  | 58e                  |
| 126                  | Dion Smith (NZL)          | 52e                  |
| 127                  | Robert Stannard (AUS)     | AB                   |

| Movistar Team MOV | Movistar Team MOV      | Movistar Team MOV |
| ----------------- | ---------------------- | ----------------- |
| Num               | Coureur                | Pos               |
| 131               | Jürgen Roelandts (BEL) | 16e               |
| 132               | Gabriel Cullaigh (GBR) | AB                |
| 133               | Juri Hollmann (GER)    | AB                |
| 134               | Johan Jacobs (SUI)     | 27e               |
| 135               | Matteo Jorgenson (USA) | AB                |
| 136               | Lluís Mas (ESP)        | AB                |
| 137               | Eduard Prades (ESP)    | AB                |

| Team Ineos INS | Team Ineos INS            | Team Ineos INS |
| -------------- | ------------------------- | -------------- |
| Num            | Coureur                   | Pos            |
| 141            | Ian Stannard (GBR)        | 49e            |
| 142            | Owain Doull (GBR)         | AB             |
| 143            | Christopher Lawless (GBR) | AB             |
| 144            | Gianni Moscon (ITA)       | 54e            |
| 145            | Luke Rowe (GBR)           | AB             |
| 146            | Ben Swift (GBR) (route)   | 38e            |
| 147            | Leonardo Basso (ITA)      | AB             |

| Jumbo-Visma TJV | Jumbo-Visma TJV                     | Jumbo-Visma TJV |
| --------------- | ----------------------------------- | --------------- |
| Num             | Coureur                             | Pos             |
| 151             | Wout van Aert (BEL)                 | 11e             |
| 152             | Pascal Eenkhoorn (NED)              | 39e             |
| 153             | Amund Grøndahl Jansen (NOR) (route) | AB              |
| 154             | Bert-Jan Lindeman (NED)             | AB              |
| 155             | Mike Teunissen (NED)                | 6e              |
| 156             | Taco van der Hoorn (NED)            | AB              |
| 157             | Maarten Wynants (BEL)               | 67e             |

| NTT Pro Cycling NTT | NTT Pro Cycling NTT               | NTT Pro Cycling NTT |
| ------------------- | --------------------------------- | ------------------- |
| Num                 | Coureur                           | Pos                 |
| 161                 | Michael Valgren (DEN)             | 21e                 |
| 162                 | Michael Gogl (AUT)                | AB                  |
| 163                 | Edvald Boasson Hagen (NOR)        | 59e                 |
| 164                 | Reinardt Janse van Rensburg (RSA) | 43e                 |
| 165                 | Andreas Stokbro (DEN)             | AB                  |
| 166                 | Rasmus Tiller (NOR)               | AB                  |
| 167                 | Samuele Battistella (ITA)         | AB                  |

| Team Sunweb SUN | Team Sunweb SUN            | Team Sunweb SUN |
| --------------- | -------------------------- | --------------- |
| Num             | Coureur                    | Pos             |
| 171             | Tiesj Benoot (BEL)         | 14e             |
| 172             | Nikias Arndt (GER)         | AB              |
| 173             | Nico Denz (GER)            | AB              |
| 174             | Nils Eekhoff (NED)         | AB              |
| 175             | Søren Kragh Andersen (DEN) | 3e              |
| 176             | Casper Pedersen (DEN)      | AB              |
| 177             | Jasha Sütterlin (GER)      | AB              |

| UAE Team Emirates UAD | UAE Team Emirates UAD      | UAE Team Emirates UAD |
| --------------------- | -------------------------- | --------------------- |
| Num                   | Coureur                    | Pos                   |
| 181                   | Alexander Kristoff (NOR)   | AB                    |
| 182                   | Mikkel Bjerg (DEN)         | AB                    |
| 183                   | Tom Bohli (SUI)            | AB                    |
| 184                   | Alessandro Covi (ITA)      | AB                    |
| 185                   | Vegard Stake Laengen (NOR) | AB                    |
| 186                   | Marco Marcato (ITA)        | 48e                   |
| 187                   | Sebastián Molano (COL)     | AB                    |

| Alpecin-Fenix AFC | Alpecin-Fenix AFC       | Alpecin-Fenix AFC |
| ----------------- | ----------------------- | ----------------- |
| Num               | Coureur                 | Pos               |
| 191               | Floris De Tier (BEL)    | AB                |
| 192               | Dries De Bondt (BEL)    | 40e               |
| 193               | Senne Leysen (BEL)      | AB                |
| 194               | Kristian Sbaragli (ITA) | AB                |
| 195               | Scott Thwaites (GBR)    | 24e               |
| 196               | Petr Vakoč (CZE)        | 65e               |
| 197               | Otto Vergaerde (BEL)    | AB                |

| Bingoal-Wallonie Bruxelles WVA | Bingoal-Wallonie Bruxelles WVA | Bingoal-Wallonie Bruxelles WVA |
| ------------------------------ | ------------------------------ | ------------------------------ |
| Num                            | Coureur                        | Pos                            |
| 201                            | Eliot Lietaer (BEL)            | AB                             |
| 202                            | Aksel Nõmmela (EST)            | AB                             |
| 203                            | Mathijs Paasschens (NED)       | AB                             |
| 204                            | Ludovic Robeet (BEL)           | AB                             |
| 205                            | Franklin Six (BEL)             | AB                             |
| 206                            | Joël Suter (SUI)               | AB                             |
| 207                            | Lionel Taminiaux (BEL)         | AB                             |

| Circus-Wanty Gobert CWG | Circus-Wanty Gobert CWG    | Circus-Wanty Gobert CWG |
| ----------------------- | -------------------------- | ----------------------- |
| Num                     | Coureur                    | Pos                     |
| 211                     | Aimé De Gendt (BEL)        | 19e                     |
| 212                     | Ludwig De Winter (BEL)     | AB                      |
| 213                     | Yoann Offredo (FRA)        | AB                      |
| 214                     | Pieter Vanspeybrouck (BEL) | AB                      |
| 215                     | Boy van Poppel (NED)       | 57e                     |
| 216                     | Danny van Poppel (NED)     | AB                      |
| 217                     | Loïc Vliegen (BEL)         | AB                      |

| Sport Vlaanderen-Baloise SVB | Sport Vlaanderen-Baloise SVB | Sport Vlaanderen-Baloise SVB |
| ---------------------------- | ---------------------------- | ---------------------------- |
| Num                          | Coureur                      | Pos                          |
| 221                          | Amaury Capiot (BEL)          | 64e                          |
| 222                          | Gilles De Wilde (BEL)        | AB                           |
| 223                          | Edward Planckaert (BEL)      | 29e                          |
| 224                          | Thomas Sprengers (BEL)       | AB                           |
| 225                          | Kevin Deltombe (BEL)         | AB                           |
| 226                          | Cédric Beullens (BEL)        | AB                           |
| 227                          | Jordi Warlop (BEL)           | 44e                          |

| Arkéa-Samsic ARK | Arkéa-Samsic ARK       | Arkéa-Samsic ARK |
| ---------------- | ---------------------- | ---------------- |
| Num              | Coureur                | Pos              |
| 231              | Benoît Jarrier (FRA)   | AB               |
| 232              | Daniel McLay (GBR)     | AB               |
| 233              | Florian Vachon (FRA)   | AB               |
| 234              | Christophe Noppe (BEL) | 46e              |
| 235              | Clément Russo (FRA)    | AB               |
| 236              | Connor Swift (GBR)     | 62e              |
| 237              | Bram Welten (NED)      | AB               |

| Total Direct Énergie TDE | Total Direct Énergie TDE | Total Direct Énergie TDE |
| ------------------------ | ------------------------ | ------------------------ |
| Num                      | Coureur                  | Pos                      |
| 241                      | Niki Terpstra (NED)      | 33e                      |
| 242                      | Damien Gaudin (FRA)      | AB                       |
| 243                      | Lorrenzo Manzin (FRA)    | AB                       |
| 244                      | Adrien Petit (FRA)       | AB                       |
| 245                      | Geoffrey Soupe (FRA)     | AB                       |
| 246                      | Anthony Turgis (FRA)     | 25e                      |
| 247                      | Dries Van Gestel (BEL)   | 30e                      |